# Papalepe
Papalepe es una película venezolana de 1956 escrita y dirigida por Antonio Graciani.

## Argumento
Aquilino, más conocido como "Lepe", es un payaso de circo quien regresa a Caracas tras varios años de ausencia junto con su asistente Lepino para descubrir el paradero de su nieta Geraldine, fruto de una relación que tuvo su hija con el joven millonario Juan Bértola, quienes fallecieron en un accidente de aviación cuando Geraldine era apenas una bebé.
Geraldine y su abuela Zoila conocen a Lepe en el circo y la niña de inmediato se encariña con el payaso por lo que le pide a su abuela que él actúe en su fiesta de cumpleaños. La millonaria accede y, durante la celebración, Lepe también hace amistad con Martina, la nana de Geraldine, quien le informa que además de haber sido amiga de los padres de la niña también sobrevivió a dicho accidente (ya que era aeromoza en aquella época y viajaba con ellos en esa fatal ocasión) y que Zoila también se ha encargado de criarla como otra hija más, por lo que ahora Lepe decide reconsiderar su idea original de raptar a Geraldine para llevársela a España y comienza a frecuentar la casa de los Bértola hasta que los dos abuelos terminan enamorándose y, luego, se casan.
Sin embargo Augusto y Raquel (los derrochadores, ausentes e irresponsables hijos mayores de Zoila) aparte de que odian a Geraldine por ser una hija ilegítima, están en contra de ese matrimonio y traman un desfalco junto con el insidioso abogado de la familia, el Dr. Casquillo, para dejar a abuela y nieta arruinadas y meter a Lepe a la cárcel acusándolo de estafa. Afortunadamente Lepe descubre a tiempo dicho complot y, además, termina encarrilando a los dos jóvenes y haciéndoles ganar su aprecio y respeto cuando, por un lado, convence al mujeriego novio de Raquel -Lorenzano Apra- de casarse con ella porque está esperando un hijo suyo mientras que, por otro lado, Augusto hace lo propio con Martina ya que Lepe se entera de que la amante del joven millonario, la vedette Lucrecia Godiva, sólo anda con él por interés y cuando ella descubre que está a punto de quedarse arruinado por diversas deudas de juego, lo abandona para irse a La Habana a seguir con su vida licenciosa.

## Elenco
- Agustín Irusta ... Aquilino Terol de Palma, "Papalepe"
- María Luisa Sandoval ... Zoila Bértola
- Rebeca González ... Geraldine Bértola Terol de Palma
- América Alonso ... Martina
- Liliana Durán ... Raquel Bértola
- Reynaldo Miralles ... Lorenzano Apra
- Américo Montero ... Lepino
- Jesús Maella ... Dr. Mario Casquillo
- Andrés Magdaleno ... Augusto Bértola
- Ligia Duarte ... Lucrecia Godiva
- Edmundo Valdemar ... Barbero
- Chuchín Marcano ... Maestro de ceremonias del circo
- Aldemaro Romero Jr. ... Director de orquesta del circo
- Pepita del Moral
- Helena Naranjo
- María Escalona
- Rosaura Figueroa
- Kelly Fernández
- Hermelinda Alvarado
- Maribel Ibáñez
- Elías González
- Pepe Vásquez
- Heriberto Escalona
- Luis Muñoz Lecaro
- Felipe Rivas
- Miguel Durán
- Blanquita Pereira